# 哈斯利特鎮區 (北卡羅萊納州蓋茨縣)
哈斯利特鎮區（英語：Haslett Township）是位於美國北卡羅萊納州蓋茨縣的一個鎮區。

## 地方資料
哈斯利特鎮區的面積為79.89平方千米，當中陸地面積為79.77平方千米，而水域面積為0.12平方千米。根據2020年美國人口普查的數據，當地共有人口2249人，而人口密度為每平方千米28.15人。